# Mithotyn
Mithotyn foi uma banda sueca de viking metal, formada em 1992. Mais tarde, com o fim da banda, alguns de seus integrantes formaram as bandas Falconer e King of Asgard . 

## Integrantes

### Última formação
- Rickard Martinsson − vocal, baixo (1994-1999)
- Stefan Weinerhall − guitarra (1992-1999)
- Karl Beckmann − guitarra, teclado (1994-1999)
- Karsten Larsson − bateria (1993-1999)

### Antigos membros
- Helene Blad − vocal, teclado (irmã de Mathias Blad do Falconer) (1994-1996)
- Christian "Christer" Schütz − vocal, baixo (1992-1994)
- Johan − guitarra rítmica e acústica (estava na banda quando o nome da mesma era Cerberus, saiu antes de mudarem o nome para Mithotyn) (1992-1993)

## Discografia

### Álbuns
- In the Sign of the Ravens (1997)
- King of the Distant Forest (1997)
- Gathered Around the Oaken Table (1999)

### Demos
- Behold the Shields of Gold (1993)
- Meadow in Silence (1994)
- Nidhogg (1995)
- Promo'96 (1996)

### Coletâneas
- Carved in Stone - The Discography (2013)